# Джуліо Каччіні

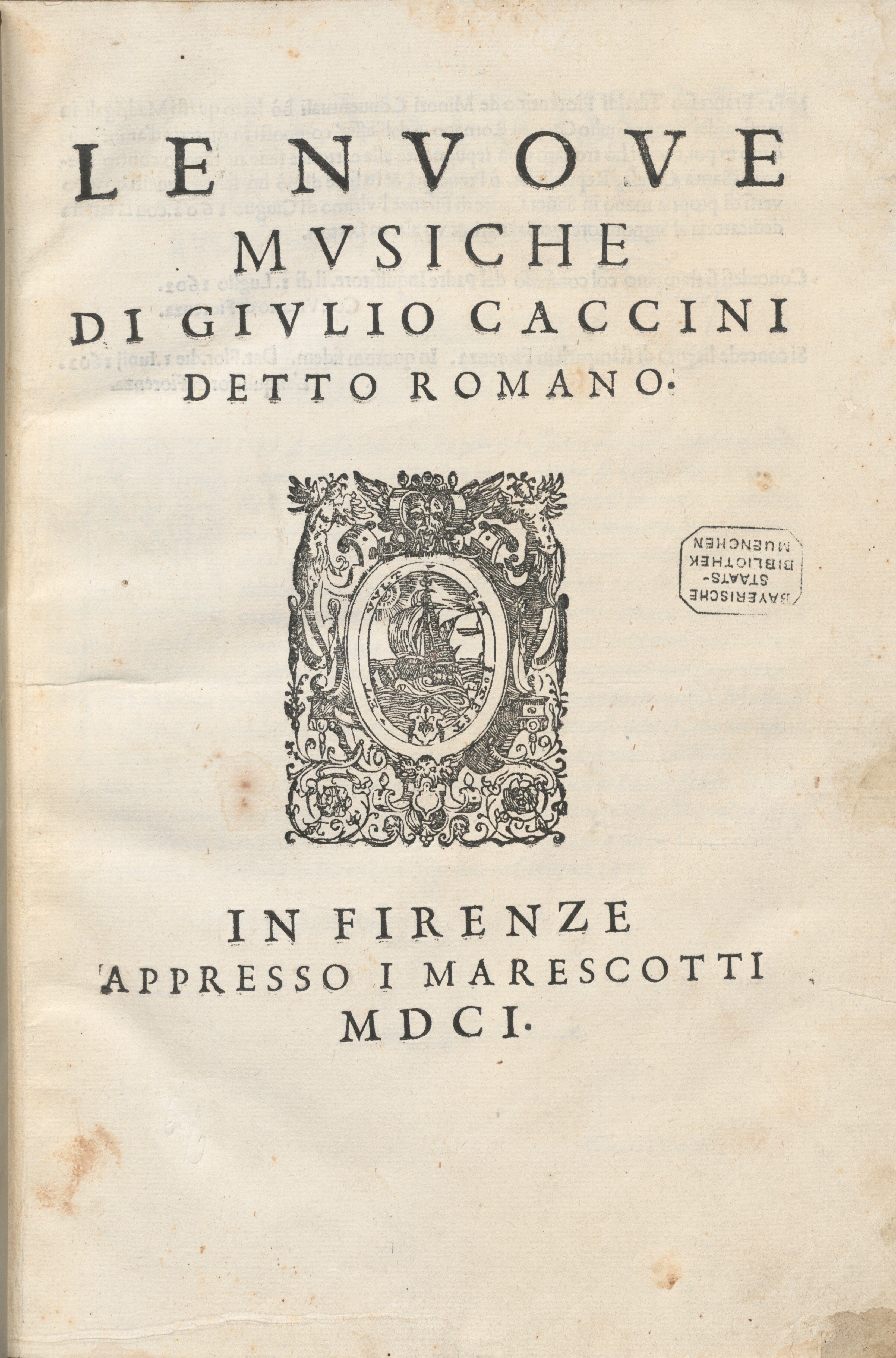
Дж. Каччіні, Le Nuove musiche, 1601, титульний лист

Джуліо Каччіні (італ. Giulio Caccini или Giulio Romano; 1551—1615, Флоренція) — італійський композитор і співак, теоретик вокального мистецтва.
Будучи учасником Флорентійської камерати, Каччіні став автором однієї із перших опер («Еврідіка», 1602) і вважається одним із творців італійського бельканто. Його творам властиві співучість та рясність віртуозних пасажів.
Каччіні належить збірник мадригалів й арій для голосу з акомпанементом («Нова музика», вид. 1602), що містить цінні вказівки про прийоми вокального виконання. Інша зірка, «Nuove arie», видано у Венеції 1608.
Донька композитора Франческа також стала відомою композиторкою та співачкою.